# Elise Rechichi
Elise Maree Rechich (Perth, 11 januari 1986) is een Australisch zeilster.
Tijdens de Olympische Zomerspelen 2008 won Rechich samen met Tessa Parkinson de gouden medaille in de 470.

## Resultaten

### Wereldkampioenschappen
| Jaar | Plaats    | Resultaten |
| ---- | --------- | ---------- |
| 2008 | Melbourne | 470        |

### Olympische Zomerspelen
| Jaar | Plaats                | Resultaten |
| ---- | --------------------- | ---------- |
| 2008 | Qingdao               | 470        |
| 2012 | Weymouth and Portland | 7e 470     |

1988: Lynne Jewell / Allison Jolly ·
1992: Patricia Guerra / Theresa Zabell ·
1996: Begoña Vía Dufresne / Theresa Zabell ·
2000: Jenny Armstrong / Belinda Stowell ·
2004: Sofia Bekatorou / Aimilia Tsoulfa ·
2008: Elise Rechichi / Tessa Parkinson ·
2012: Jo Aleh / Polly Powrie ·
2016: Saskia Clark / Hannah Mills ·
2020: Hannah Mills / Eilidh McIntyre